# 大竹愼一
大竹 愼一（おおたけ しんいち）は、日本出身、アメリカ合衆国在住の投資ファンドマネージャー。アメリカン・インターナショナル・グループ等を経て、独立しオオタケ・ウリザール＆コーポレーション社長。

## 経歴
東京都出身。1975年一橋大学大学院経済学研究科修士課程修了。指導教官中村政則。三井銀行金融経済研究所研究員、ケルン大学及びロンドン大学ロンドン・スクール・オブ・エコノミクスへの留学を経て、野村総合研究所研究員に就任。その後、エコノミストからファンドマネジャーに転身し、ロンドンのチェース・インベスターズ（現UBS）でファンドマネージャーに就任。ニューヨークのAIGグローバルインベスターズを経て、1989年に独立。ニューヨーク郊外にオオタケ・ウリザール＆コーポレーションを設立し、代表取締役に就任。アメリカ合衆国ニュージャージー州在住。1984年以来長らくグローバル株部門でトップクォーターの運用実績を上げた。

## 著書
- 『ウォール街から東京市場を読む』ダイヤモンド社 (1991/05)
- 『日本の新聞ではわからない世界経済情報の読み方・つかみ方―変化を先取りする全ノウハウ』PHP研究所(1992/09)
- 『アメリカの苦悩・日本の矛盾―ウォール街レポート』PHP研究所 (1993/12)
- 『平成デフレ時代 生き残る企業の条件―ファンドマネジャーの見る経営力の差』ダイヤモンド社 (1994/07)
- 『第三の金融大変流―ウォール街の常識』かんき出版 (1995/11)
- 『ウォール街の常識 兜町の非常識―常勝ファンドマネジャーが説く成功の秘訣』ダイヤモンド社 (1996/10)
- 『日本の独り敗け―平成金融恐慌への階梯』（藤原直哉と共著）フォレスト出版 (1997/05)
- 『投資の決断』フォレスト出版 (1998/01)
- 『ウォールストリート流 合理的株式投資の考え方』フォレスト出版 (1998/08)
- 『かくて日本は逝く (ジパン戦記―銀行戦線) 』フォレスト出版 (1998/12)
- 『勝つドル・負ける円 (ジパン戦記―為替戦線)』（若林栄四と共著）フォレスト出版 (1999/03)
- 『地価は下がる・日本は再生する (ジパン戦記―不動産戦線)』（増田悦佐と共著）フォレスト出版 (1999/05)
- 『ジパン戦記〈4〉株式戦線―生き残る株・消え去る株 (ジパン戦記 (4 株式戦線)) 』フォレスト出版 (1999/06)
- 『元の面子と市場の意志―中華思想にみる経済の原点』（竹内実と共著）フォレスト出版 (1999/09)
- 『あなたが株で勝つための株式投資100の答え』フォレスト出版 (2000/04)
- 『日中通貨戦史―旧植民地通貨金融研究』フォレスト出版 (2001/01)
- 『キャッシュフローで会社を強くする―ファンドマネジャーが見る「経営力」』フォレスト出版 (2001/04)
- 『不況でも「上がる株」が見つかる―在庫循環モメンタムと株価分解モデルで読む』フォレスト出版 (2001/05)
- 『ハイテクバブルとローテク投資―ニューヨーク・トップファンドマネジャーが見た』フォレスト出版 (2002/07)
- 『ペイオフと自治体財政―地方公共団体の公金管理と運用― [自治体議会政策学会叢書/Copa Books] 』イマジン出版(2002/11/25)
- 『おカネの法則』日本経営合理化協会出版局(2003/8/22)
- 『勝つ投資 敗ける投資―大竹慎一投資問答集』フォレスト出版 (2003/12/1)
- 『日経平均4000円時代が来る』フォレスト出版 (2005/05)
- 『宿命…。欲望国家中国の没落』（入倉敬太と共著）ビジネス社 (2005/11)
- 『「勝つ企業」の条件』日本経営合理化協会出版局 (2007/1/23)
- 『世界金融恐慌序曲~危機管理の資産運用』ビジネス社 (2008/11/15)
- 『日本金融恐慌 間奏曲~日経平均4000円時代が来る』フォレスト出版 (2009/11/14)
- 『投資は頭だ!』フォレスト出版 (2010/12/3)
- 『神々の戦争と日本』アヴァン札幌 (2011/09)
- 『日本の問屋は永遠なり』（有賀泰夫と共著）アヴァン札幌(2012)
- 『おカネの法則 恐慌篇』 日本経営合理化協会出版局(2012/1/19)
- 『かぐや姫は、じつは貨幣である』（丸山隆司と共著）(2012/3/11)
- 『欲望国家中国の宿命』（入倉敬太と共著）株式会社Millhouse (2013)
- 『2015 世界大恐慌の足音が聴こえる』徳間書店 (2014/9/8)
- 『中国崩壊で日本はこうなる』（宮崎正弘と共著）李白社 (2015/1/27)
- 『2017暴走するマネー 恐慌化する世界』李白社 (2016/8/26)
- 『トランプ大恐慌:ウォール街からの警告』徳間書店 (2017/5/23)